# Departament de Santander
Santander és un departament de Colòmbia, un dels originaris Estats Units de Colòmbia.

## Història
El departament de Santander és una de les regions de Colòmbia amb més riquesa històrica. Quan hi van arribar els conquistadors espanyols, la regió estava habitada per diversos pobles, entre els quals destacaven els guane. El municipi més antic de Santander és Chipatá, fundat el 1537 per Gonzalo Jiménez de Quesada, que va sortir d'aquí per fundar, dos anys després, Bogotà, capital de Colòmbia. A Chipatá es va oficiar la primera missa de tot l'altiplà colombià. Després, els espanyols es van fondre amb els natius en una nova raça que amb el pas dels anys va ser protagonista de la Revolució dels Comuneros, origen de la independència nacional del domini espanyol. Els habitants de Santander han estat presents en tots els passatges històrics de Colòmbia. Amb la proclamació de la república van venir les lluites intestines colombianes, en què també va intervenir aquest departament. La indústria i el comerç han florit per èpoques. Avui dia, amb l'arribada de gent procedent de fora, els costums tradicionals de la població autòctona tendeixen a desaparèixer.
El president Mariano Ospina Rodríguez va sancionar el 13 de maig de 1857 la llei aprovada en el Congrés de Nova Granada per crear l'Estat Federal de Santander amb el territori jurisdiccional que fins llavors havien tingut les províncies de Pamplona i Socorros. El 15 de juny següent, aquest president va sancionar una altra llei que va crear cinc estats federals més. Va ser llavors quan es van afegir a l'estat de Santander els territoris del cantó de Vélez i els districtes d'Ocaña. Amb aquestes dues lleis va començar l'existència de Santander com una de les entitats politicoadministratives singulars de la nació colombiana. El 1862 es va convertir en estat sobirà, i el 1886, en departament, condició que conserva fins avui. La primera capital va ser Bucaramanga, per disposició de l'Assemblea Constituent reunida el 1857, però, el 1862, una altra assemblea va traslladar la capital a Socorros. No obstant, des del 1886, Bucaramanga va tornar a ser la capital del departament de Santander.
Des del 20 de juliol de 1910, les províncies de Pamplona, Cúcuta i Ocaña van integrar el departament de Norte de Santander, la capital del qual és Cúcuta, de manera que l'actual departament de Santander conserva les antigues jurisdiccions provincials de Vélez, Socorros, San Gil, García Rovira i Soto. La província de Barrancabermeja (Mares) es va conformar en l'últim quart del segle xx, després que la indústria petrolera va desenvolupar el Magdalena Mitjà de Santander. Al començament del segle xxi, els districtes dels rius Opón i Carare s'han desenvolupat i reclamen la seva condició provincial, que no és possible atorgar en un model legal però innovador d'organització territorial implementat per l'exgovernador Hugo Aguilar Naranjo, va rebre el caràcter de Nucli de Desenvolupament Provincial.
Les províncies són una relíquia identitària sense existència politicoadministrativa real, perquè no hi ha funcionaris provincials com en el segle xix (prefectes, governadors, cambres provincials), però la Constitució del 1991 va obrir la possibilitat de restaurar-les com a ens de planejament regional i concertació dels municipis.
Santander ha tingut en la seva història 33 presidents de l'estat i 65 governadors titulars, els 6 últims per elecció popular. Veure Governadors de Santander. Així mateix, en territori de Santander han nascut tres ciutadans que han ocupat la presidència del país: el general Custodio García Rovira el 1814, el coronel Manuel Serrano Uribe el 1816 i Aquileo Parra Gómez entre el 1868 i el 1870.

## Províncies

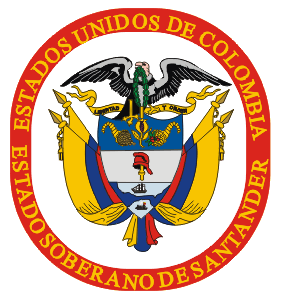
Escut utilitzat fins al 2004

El departament està dividit en províncies:
- Soto (Colòmbia)
- Comunera
- Guanentá
- Vélez
- García Rovira
- Mares

## Municipis
1. Aguada
2. Albania
3. Aratoca
4. Barbosa
5. Barichara
6. Barrancabermeja
7. Betulia
8. Bolívar
9. Bucaramanga
10. Cabrera
11. California
12. Capitanejo
13. Carcasi
14. Cepita
15. Cerrito
16. Charala
17. Charta
18. Chima
19. Chipata
20. Cimitarra
21. Concepción
22. Confines
23. Contratación
24. Coromoro
25. Curiti
26. El Cármen
27. El Florián
28. El Guacamayo
29. El Peñon
30. El Playón
31. Encino
32. Enciso
33. Floridablanca
34. Galan
35. Gambita
36. Girón
37. Guaca
38. Guadalupe
39. Guapota
40. Guavata
41. Guepsa
42. Hato
43. Jesus María
44. Jordan
45. La Belleza
46. Landazuri
47. La Paz
48. Lebrija
49. Los Santos
50. Macaravita
51. Málaga
52. Matanza
53. Mogotes
54. Molagavita
55. Ocamonte
56. Oiba
57. Onzaga
58. Palmar
59. Palmas Socorro
60. Paramo
61. Piedecuesta
62. Pinchote
63. Puente Nacional
64. Puerto Parra
65. Puerto Wilches
66. Rionegro
67. Sabana de Torres
68. San Andrés
69. San Benito
70. San Gil
71. San Joaquín
72. San Jose Miranda
73. San Miguel
74. Santa Bárbara
75. Santa Helena del Opón
76. San Vicente de Chucurí
77. Simacota
78. Socorro
79. Suaita
80. Sucre
81. Surata
82. Tona
83. Valle San José
84. Vélez
85. Vetas
86. Villanueva
87. Zapatoca